# Adelgunde Mertensacker
Adelgunde Mertensacker (11 juin 1940 - 12 octobre 2013) est une femme politique allemande. 